# Isle of Man TT
International Isle of Man TT (Tourist Trophy) Race – wyścigi motocyklowe rozgrywane niemal nieprzerwanie od 1907 roku na Wyspie Man. Przez wiele lat uważane za jeden z najbardziej prestiżowych wyścigów motocyklowych na świecie. W latach 1949–1976 wyścig był częścią FIM Motocyklowych Mistrzostw Świata. Następnie w związku z kontrowersjami związanymi z bezpieczeństwem impreza wypadła z kalendarza Mistrzostw 1977. Aby zachować status wyścigów międzynarodowych w latach 1977–1990 The Isle of Man TT Races została utworzona nowa formuła wyścigów: Formuła TT. Od 1989 wyścigi są rozgrywane pod egidą Departamentu Turystyki Wyspy Man jako Isle of Man TT Festival.

## Ofiary śmiertelne

Liczba ofiar śmiertelnych w poszczególnych latach rozgrywania zawodów

## Zwycięzcy wyścigów TT
| Zawodnik | Wygrane |
| --- | ------- |
| Joey Dunlop | 26      |
| John McGuinness | 23      |
| Dave Molyneux | 17      |
| Mike Hailwood | 14      |
| Michael Dunlop, Steve Hislop, Ian Hutchinson, Phillip McCallen | 11      |
| Giacomo Agostini, Bruce Anstey, Robert Fisher, Ian Lougher, Stanley Woods | 10      |
| Mick Boddice, David Jefferies, Siegfried Schauzu, Charlie Williams | 9       |
| Jim Moodie, Chas Mortimer, Phil Read | 8       |
| Mick Grant, Tony Rutter | 7       |
| Geoff Duke, Jimmie Guthrie, Jim Redman, John Surtees | 6       |
| Alec Bennett, Nick Crowe, Brian Reid, Robert Dunlop, Carlo Ubbiali | 5       |
| Klaus Enders, Freddie Frith, Wal Handley, Trevor Ireson, Dave Leach, Ray Pickrell, Tarquinio Provini, Michael Rutter, Bill Smith, Jock Taylor, John Williams | 4       |
| Adrian Archibald, Ray Amm, Simon Beck, Ben Birchall, Graeme Crosby, Max Deubel, Harold Daniell, Carl Fogarty, Alex George, Tom Herron, Alan Jackson, Ryan Farquhar, Tony Jefferies, Klaus Klaffenböck, Dave Leech, Rob McElnea, Bob McIntyre, Phil Mellor, Dave Morris, Chris Palmer, Walter Schneider, Ian Simpson, Darren Carguillo, Rolf Steinhausen, Luigi Taveri, Barry Woodland | 3       |
| Fergus Anderson, Hugh Anderson, Manliff Barrington, Artie Bell, Geoff Bell, Lowry Burton, Kel Carruthers, Charlie Collier, Steve Cull, Howard R Davies, Freddie Dixon, Charlie Dodson, Cameron Donald, Iain Duffus, Marc Flynn, Dick Greasley, Shaun Harris, John Hartle, Fritz Hillebrand, Gary Hocking, Tim Hunt, Bill Ivy, Gary Johnson, Alistair King, Con Law, Eddie Laycock, Bill Lomas, Graeme McGregor, Brian Morrison, Trevor Nation, Gary Padgett, Cecil Sandford, Dave Saville, Tom Sheard, Edwin Twemlow, Nigel Piercy, Steve Plater, Jock Porter, Malcolm Uphill, Eric Williams, Paul Williams | 2       |
| Steve Abbott, Dario Ambrosini, Frank A Applebee, Ivor Arber, Reg Armstrong, Georg Auerbacher, Mark Baldwin, W.H. Bashall, Ian Bell, Dieter Braun, Eric Briggs, Norman Brown, Ralph Bryans, Jimmy Buchan, Trevor Burgess, Roger Burnett, Florian Camathias, Maurice Cann, Phil Carpenter, Shannon Carpenter, Phil Carter, Harold Clark, Rod Coleman, Harry A Collier, Syd Crabtree, Dave Croxford, J.D. Daniels, Leo Davenport, G.S. Davison, Steve Day, Tommy de la Hay, Ernst Degner, Eddie Dow, P.J. Evans, Helmut Fath, Jack Findlay, Rem Fowler, Sid Gleave, Oliver Godfrey, Les Graham, Stuart Graham, Werner Haas, Conrad Harrison, Dean Harrison, Ron Haslam, R.J. Hazlehurst, F.G. Hicks, James Hillier, Mac Hobson, Bill Hodgson, John Holden, Robert Holden, Rupert Hollaus, Colin Hopper, Clive Horton, Eric Housley, Dennis Ireland, Mitsuo Itoh, Brian Jackson, Nick Jefferies, C. W. Johnston, Ken Kavanagh, Bob Keeler, Neil Kelly, Ewald Kluge, Ray Knight, David Lashmar, Ivan Lintin, Monty V. Lockwood, Frank Longman, Heinz Luthringshauser, Jack Marshall, Keith Martin, Hugh Mason, Cromie McCandless, Bill McVeigh, Georg Meier, Ted Mellors, Mark Miller, Derek Minter, George O'Dell, Eric Oliver, Mat Oxley, Les Parker, Denis Parkinson, Graham Penny, A. Phillips, Derek Powell, Cliff Pritchard, Cyril Pullin, Brian Purslow, Richard Quayle, Johnny Rea, Tim Reeves, Harry Reed, Tommy Robb, Brett Richmond, Tony Rogers, Nigel Rollason, Dave Roper, Fritz Scheidegger, Martyn Sharpe, Dave Simmonds, Bill Simpson, Jimmie Simpson, Barry Smith, Omobono Tenni, Steve Tonkin, G.H. Tucker, Kenneth Twemlow, Henry Tyrell-Smith, Chris Vincent, Terry Vinicombe, Graham Walker, Frank Whiteway, Cyril Williams, Peter Williams, Stan Wood, T.L. Wood | 1       |